# Derecho local (administrativo)
El Derecho local es una rama del Derecho en el que se dedica fundamentalmente a todo lo referente a entes locales.

## Legislación en España
Las leyes que desarrollan el Derecho local en España son las siguientes:
- Ley 7/85 del 2 abril, reguladora de las Bases del Régimen Local (conocida como "Ley de Bases")
- Real Decreto Legislativo 781/86 de 18 de abril, disposiciones Legales Vigentes en Materia de régimen Local
- Real Decreto 1372/86 de 13 de junio, Reglamento de Bienes de las Entidades Locales
- Real Decreto 1690/86 de 11 de julio, Reglamento de Población y Demarcación Territorial
- Real Decreto 2568/86 de 28 noviembre, Reglamento de Organización, Funcionamiento y Régimen Jurídico de las Entidades Locales
- Reglamento de Servicios de 17 de junio de 1955 (antes de la CE de 1978)
- Real Decreto Legislativo 2/04 de 5 marzo, ley de Haciendas Locales
- Ley Orgánica 5/85 de 19 junio (Ley Orgánica del Régimen Electoral General - LOREG)